# Ronald Syme

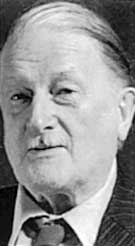
Ronald Syme

Ronald Syme OM (11 maart 1903 - 4 september 1989) was een van de meest vooraanstaande oudhistorici van de 20e eeuw. Hij werd wel de "The emperor of Roman History" (keizer van de Romeinse geschiedenis) genoemd. Zijn bekendste werk is The Roman Revolution.

## Leven
Syme is geboren in Eltham in Nieuw-Zeeland. Van 1921 tot 1925 studeerde hij Klassieke Talen en Frans in Wellington en Auckland. Zijn opmerkelijke begaafdheden bleken al weldra: in Auckland werd hij op zijn twintigste al benoemd tot assistent lector, terwijl hij nog in Wellington studeerde. Verder won hij twee maal de 'Gaisford Prize for Greek Prose': in 1926 met het vertalen van een deel van Thomas More's Utopia in Oudgrieks proza, en in 1927 met het vertalen van een deel van William Morris's Sigurd the Volsung in Oudgriekse hexameter-verzen. In 1926 won hij ook de Chancellor's Prize for Latin Prose voor een vertaling in Latijns proza van een deel van het werk van Thomas Macaulay.
Van 1925-1927 studeerde hij in Oxford aan Magdalen College. Daarna reisde hij langs de oostelijke grenzen van het Romeinse Rijk, waarbij hij Servo-Kroatisch leerde. Na zijn terugkeer in Engeland werd hij in 1929 Fellow aan het Trinity College in Oxford, met als leeropdracht Oude Geschiedenis. Hij bekleedde deze functie tot 1949. Tijdens de Tweede Wereldoorlog verbleef hij onder andere in de Britse Ambassade in Istanboel. Onduidelijk is of hij hier werkte voor de Britse inlichtingendienst, zoals velen vermoeden. Syme was vrij terughoudend waar het informatie over zijn eigen leven betrof. Hier leerde hij Turks.
Van 1949 tot 1970 was hij Camden Professor of Ancient History in Oxford, maar ook na zijn emeritaat, tot het einde van zijn leven, bleef hij publiceren. Hij reisde veel, gaf lezingen en colleges in Noord- en Zuid-Amerika, Moskou en Canada, en was voorzitter van de Conseil International de la Philosophie et des Sciences Humaines van de UNESCO. In 1959 werd hij geridderd en sindsdien mocht hij de titel Sir dragen. Hij ontving vele eredoctoraten van universiteiten over de hele wereld. In 1976 kreeg hij de Britse Order of Merit. Syme heeft altijd het Nieuw-Zeelandse staatsburgerschap behouden.

## Werken
Kenmerkend voor een deel van Symes werk is de prosopografische benadering van de geschiedenis: het traceren van verwantschappen (familierelaties) alsmede het blootleggen van de gedeelde belangen van de toonaangevende families in het Romeinse Rijk om van daaruit hun gedragingen te verklaren. Hij volgde hierin Friedrich Münzer na. Hij trachtte dus de gehele bestuurlijke laag van Rome in beeld te krijgen, iets wat volgens hem een centraal object in de historiografie van het Romeinse Rijk was.
In 1939 verscheen zijn beroemde werk The Roman Revolution, waarin hij de Romeinse geschiedenis van 60 v.Chr. tot 14 n.Chr. behandelt. Syme vergelijkt - ingegeven door de politieke omstandigheden van zijn eigen tijd - keizer Augustus met Mussolini en schetst een beeld van Augustus als een op macht beluste persoonlijkheid, die een constitutioneel propagandascherm optrok om zijn machtsgreep te verdoezelen. Augustus heeft weliswaar voor eeuwen de structuur van het Romeinse rijk vastgelegd, maar dat bereikte hij met geweld en leugens. Het boek is een klassieker geworden: het is vertaald in meer dan twaalf talen, en het bezorgde Syme internationale roem.
In 1958 verscheen zijn indrukwekkende boek Tacitus. Alleen al de 95(!) appendices in dit 856 bladzijden dikke boek zijn indrukwekkend. Het gaat niet alleen over de historicus Tacitus en zijn taal en werk, maar behandelt ook de politiek van de periode van diens Annales en Historiae - de Julisch-Claudische en Flavische dynastie van het Romeinse Keizerrijk - en de periode daarna tot 117 n.Chr. Het werk is geschreven in een welhaast taciteïsche stijl, dat wil zeggen extreem kernachtig en compact (in de jaren 30 van de 20e eeuw had Syme al politieke commentaren geschreven in een taciteïsch Latijn).
In datzelfde jaar kwam  Colonial Élites, Rome, Spain and the Americas van de pers. In dat boek vergelijkt Syme de wijze van kolonisatie van de Romeinen in Hispania, de Spanjaarden in Latijns-Amerika en de Britten in New England.
Sallust (1964) is een bijna 400 bladzijden tellende studie over de Romeinse historicus Sallustius, waarin Syme onder anderen het auteurschap van de Appendix Sallustiana aanvecht (de twee brieven aan Caesar en het smaadschrift tegen Cicero), een standpunt dat sindsdien gedeeld lijkt te worden door de deskundigen. Ook dit werk wordt beschouwd als gezaghebbend.
In The Augustan Aristocracy (1986) zien we weer de prosopografische benadering, maar dan toegespitst op de leidende families aan het begin van het Keizerrijk. Syme onderzoekt hoe Augustus een coalitie smeedde van patricische families en nieuw bloed, die hem steunde bij het uitvoeren van zijn beleid.